# Parade (casa discografica)
La Parade è stata un'etichetta discografica italiana, attiva tra il 1966 e il 1970.

## Storia
Dopo l'esperienza discografica come direttore artistico della RCA Italiana, per qualche anno Vincenzo Micocci aveva ricoperto lo stesso ruolo presso Dischi Ricordi, trasferendosi a Milano. Decise però di ritornare a Roma, e nella primavera del 1966 si dimise da direttore artistico della Ricordi per dedicarsi a un nuovo progetto discografico.
Il nuovo progetto di Micocci fu da un lato, quello di continuare la ricerca di nuovi talenti, e dall'altro quello di diffondere discograficamente le grandi colonne sonore del cinema italiano di quegli anni, mettendosi in proprio. Contattò quindi alcuni personaggi del mondo musicale conosciuti negli anni precedenti e, con Ennio Morricone, Nico Fidenco e il paroliere Carlo Rossi fondò una nuova casa discografica, la Parade, con sede nel quartiere romano dei Parioli in viale Bruno Buozzi 3, appoggiandosi per la distribuzione alla Decca; l'etichetta assunse come primo arrangiatore il pianista Gianni Dell'Orso.
Uno dei primi 45 giri pubblicati fu quello di un giovane cantautore napoletano, segnalato a Micocci da Elisabetta Ponti (che si occupava per l'etichetta dell'ascolto delle nuove proposte), Edoardo Bennato; in particolare Micocci fu colpito dalla canzone Era solo un sogno, e provò a contattare Bobby Solo per proporgliela ma, dopo il diniego dell'artista romano, il disco fu pubblicato dalla Parade nell'incisione del suo autore.
L'attività continuò negli anni successivi e tra gli artisti scoperti vi furono Nancy Cuomo (a cui Fidenco e Micocci suggerirono il nome d'arte), il gruppo napoletano degli Alunni del Sole, i Calipop (che incisero una reinterpretazione in italiano di Let's spend the night together dei Rolling Stones) e i Chetro & Co. di Ettore De Carolis, uno dei primi gruppi psichedelici italiani.
Per la Parade incisero inoltre artisti già affermati come: Donatella Moretti, Fausto Cigliano, Jula de Palma, Louiselle (moglie del paroliere Carlo Rossi) e altri.
La casa discografica si caratterizzava anche per il cospicuo numero di colonne sonore pubblicate, scritte da grandi musicisti come Bruno Nicolai, Armando Trovajoli, Luis Bacalov e lo stesso Ennio Morricone.
All'inizio del 1970 la casa discografica chiuse. Secondo lo stesso Micocci, la Parade era rappresentata da un avvocato che sarebbe stato affetto da ludopatia e avrebbe sottratto denaro, per cui i soci decisero la chiusura dell'azienda.
Carlo Rossi fondo di lì a poco la Erre Records, e Micocci la It, proseguendo ognuno per la sua strada, collaborando spesso tra loro.

## Dischi
La datazione qui riportata si basa sull'etichetta del disco o sulla copertina; qualora nessuno di questi elementi abbia una datazione, è basata sulla numerazione del catalogo; talora è, infine, basata sul codice della matrice di stampa. Se esistenti, sono riportati, oltre all'anno, il mese e il giorno (quest'ultimo dato si trova, a volte, stampato sul vinile).

### 33 giri
| Numero di catalogo | Anno | Interprete                       | Titoli                                        |
| ------------------ | ---- | -------------------------------- | --------------------------------------------- |
| FPR-310            | 1966 | Piero Piccioni e Lydia MacDonald | Fumo di Londra (colonna sonora originale)     |
| FPR-311            | 1966 | Esecutori Vari                   | Stereo-Cinema Parade                          |
| FPR-312            | 1966 | Luis Bacalov                     | Quién sabe? (colonna sonora originale)        |
| FPR-314            | 1966 | Armando Trovajoli                | L'arcidiavolo (colonna sonora originale)      |
| FPR-315            | 1967 | Fausto Cigliano                  | Chitarra club                                 |
| FPR-317            | 1968 | Ennio Morricone                  | Il grande silenzio (colonna sonora originale) |
| FPR-318            | 1968 | Louiselle                        | Louiselle                                     |

### 33 giri con numerazione speciale
| Numero di catalogo | Anno | Interprete      | Titoli                                                     |
| ------------------ | ---- | --------------- | ---------------------------------------------------------- |
| EPL 2890           | 1966 | Ennio Morricone | Il buono, il brutto, il cattivo (colonna sonora originale) |
| EPL 2891           | 1967 | Ennio Morricone | La resa dei conti (colonna sonora originale)               |

### 45 giri
| Numero di catalogo | Anno    | Interprete                                   | Titoli                                                                                              |
| ------------------ | ------- | -------------------------------------------- | --------------------------------------------------------------------------------------------------- |
| PRC 5001           | 1966    | Roberto Fia con l'orchestra di Luis Enriquez | Django/Django (strumentale)                                                                         |
| PRC 5002           | 1966    | Piero Carapellucci                           | L'armata Brancaleone/Cuccurucù                                                                      |
| PRC 5003           | 1966    | Nancy Cuomo con l'Orchestra Nicolai          | Love Love Bang Bang/Kiss me Warren, please                                                          |
| PRC 5004           | 1966    | Marisa Galvan                                | Io penso a domani/Se te ne vai                                                                      |
| PRC 5005           | 1966    | Nico Fidenco                                 | Quando scende la notte/Piangere/The night and oblivion                                              |
| PRC 5006           | 1966    | Don Powell                                   | Texas, addio/Pochi dollari per Django                                                               |
| PRC 5007           | 1966    | Luis Enriquez                                | Sugar colt/Sugar colt (strumentale)                                                                 |
| PRC 5008           | 1966    | Gino Marinuzzi jr.                           | Le piacevoli notti/Domicilla/Bastiano shake                                                         |
| PRC 5009           | 1966    | Don Powell                                   | There will come a morning/The night and the oblivion                                                |
| PRC 5010           | 1966    | Armando Trovajoli                            | Maddalena/Quant'è bella giovinezza                                                                  |
| PRC 5011           | 1966    | Donatella Moretti                            | Se un ragazzo pensa a te/Un bianco domani                                                           |
| PRC 5012           | 1966    | Calipop                                      | Al momento dell'addio/Credevo                                                                       |
| PRC 5013           | 1966    | Nancy Cuomo                                  | Bada Caterina/Upperseven                                                                            |
| PRC 5014           | 1966    | Nino Rota                                    | Spara forte, più forte.../Non capisco                                                               |
| PRC 5015           | 1966    | Ennio Morricone                              | Navajo Joe (canta Gianna Spagnuolo) / Dopo la fine (strumentale) / Una storia indiana (strumentale) |
| PRC 5016           | 1966    | Luis Enriquez                                | Quien sabe?/Ya me voy                                                                               |
| PRC 5017           | 1966    | Edoardo Bennato                              | Era solo un sogno/Le ombre                                                                          |
| PRC 5018           | 1966    | Janet Smith                                  | La casa del sole/Single girl                                                                        |
| PRC 5023           | 1967    | Roberto Fia                                  | Finirà/Il sole non tramonterà                                                                       |
| PRC 5024           | 1967    | Donatella Moretti                            | Una ragazza/Un amore                                                                                |
| PRC 5025           | 1967    | Nico Fidenco                                 | Ma piano (per non svegliarti)/Una telefonata                                                        |
| PRC 5026           | 1967    | Nico Fidenco/Donatella Moretti               | Ma piano (per non svegliarti) / Una ragazza                                                         |
| PRC 5027           | 1967    | Don Powell                                   | Laredo/Vicino al fiume                                                                              |
| PRC 5028           | 1967    | Calipop                                      | Restiamo ancora insieme/Dove credi di andare                                                        |
| PRC 5029           | 1967    | Luis Enriquez                                | A ciascuno il suo/Samba                                                                             |
| PRC 5032           | 1967    | Louiselle                                    | Uoh, mamma'/La casa in riva al fiume                                                                |
| PRC 5034           | 1967    | Nico Fidenco                                 | Quelli della San Pablo/Siamo stati innamorati                                                       |
| PRC 5035           | 1967    | Ennio Morricone e Bruno Nicolai              | The Man For Me (canta Christy) / N-A-50-33-11 (strumentale)                                         |
| PRC 5037           | 1967    | Mike Liddell e gli Atomi                     | Dammi una mano/Lavoro per difendere                                                                 |
| PRC 5039           | 1967    | Fausto Cigliano                              | Suona, suona, suona/Quanto mi manchi stasera                                                        |
| PRC 5040           | 1967    | Nico Fidenco                                 | Qualche stupido ti amo/E venne la notte                                                             |
| PRC 5041           | 1967    | Janet Smith                                  | Ninna nanna/Aspettando il bambino                                                                   |
| PRC 5042           | 1967    | Christy                                      | Parla tu cuore mio / Se chiami amore                                                                |
| PRC 5043           | 1967    | Donatella Moretti                            | Qualcosa di più/Pensami                                                                             |
| PRC 5044           | 1967    | Don Powell                                   | Un tempo per amare, un tempo per piangere/Pitchi Poi                                                |
| PRC 5045           | 1967    | Louiselle                                    | Il cacciatore/Da un minuto                                                                          |
| PRC 5046           | 1967    | Piero Piccioni                               | Lo straniero (tema)/Lo straniero (tema finale)                                                      |
| PRC 5048           | 1967    | Fausto Cigliano                              | Gerusalemme, Gerusalemme/L'ultimo valzer                                                            |
| PRC 5049           | 1967    | Nico Fidenco                                 | La ballata del treno/Ci vediamo stasera                                                             |
| PRC 5051           | 1967    | Maurizio Arena                               | È perché io ti amo/Chi vive vicino alle stelle                                                      |
| PRC 5052           | 01-1968 | Christy                                      | Amore amore amore amore / Deep Down                                                                 |
| PRC 5053           | 1968    | Chetro & Co.                                 | Danze della sera/Le pietre numerate                                                                 |
| PRC 5054           | 05-1968 | Alunni del Sole                              | L'aquilone/Con l'aiuto degli dei (Ulisse)                                                           |
| PRC 5055           | 1968    | Fausto Cigliano                              | L'ultimo addio/Nel tuo nome                                                                         |
| PRC 5056           | 1968    | Louiselle                                    | La scogliera/Perdonami                                                                              |
| PRC 5057           | 1968    | Donatella Moretti                            | Nella mia stanza/Quando è l'autunno                                                                 |
| PRC 5058           | 1968    | Mike Liddell e gli Atomi                     | Buon compleanno/La fine del mondo                                                                   |
| PRC 5059           | 1968    | Le Naiadi                                    | I nostri dischi/Fiori d'arancio                                                                     |
| PRC 5060           | 1968    | Louiselle                                    | Nel cuore mio/La formica                                                                            |
| PRC 5061           | 1968    | Romeo Nelson                                 | Il tuo viso/Addormentarmi così                                                                      |
| PRC 5063           | 1968    | Dan Dan                                      | Gioca bambino/Bombolo                                                                               |
| PRC 5064           | 1968    | Jula de Palma                                | Per due parole d'amore/Le cafard                                                                    |
| PRC 5066           | 1968    | Melissa                                      | Ricordati di me/Tam Tam                                                                             |
| PRC 5067           | 1968    | Louiselle                                    | Ancora no/Il vizio                                                                                  |
| PRC 5068           | 1969    | Alunni del Sole                              | Concerto/Le 4-Le 5-Le 6-Le 7                                                                        |
| PRC 5069           | 1968    | Don Powell                                   | La legge di compensazione/Alla fine                                                                 |
| PRC 5070           | 1968    | Massimiliano e i Lords                       | Eravamo 8 in un canotto/Piccola Cherie                                                              |
| PRC 5071           | 1969    | Annibale                                     | Il campione/Vado nel nord                                                                           |
| PRC 5072           | 1969    | Alunni del Sole                              | Concerto/Le 4, Le 5, Le 6, Le 7                                                                     |
| PRC 5073           | 1969    | Le Rivelazioni                               | In tre Noi eravamo noi                                                                              |
| PRC 5074           | 1969    | Donatella Moretti                            | Il mio amore/Quando non ti conoscevo ancora                                                         |
| PRC 5075           | 1969    | Ennio Morricone                              | Nuddu (Fausto Cigliano) / Nuddu (Alessandro Alessandroni)                                           |
| PRC 5076           | 1969    | Louiselle                                    | La vigna/Occhi castani                                                                              |
| PRC 5077           | 1969    | Miro Banis e i Transistors                   | Cosa cerchi/Portami con te                                                                          |
| PRC 5078           | 1969    | Melissa                                      | Balla ancora insieme a me/Ricordati di me                                                           |
| PRC 5079           | 1969    | Fausto Cigliano                              | Come un'asola e un bottone/Immagini                                                                 |
| PRC 5080           | 1969    | Mario Anzidei                                | Tu non tornerai/La ballata del Principino                                                           |
| PRC 5081           | 1969    | Donatella Moretti                            | Labbra d'amore/Alla stazione non ci vengo più                                                       |
| PRC 5082           | 1969    | The Rattles                                  | The Witch/Geraldine                                                                                 |
| PRC 5083           | 1969    | Louiselle                                    | Stringimi/La legge di compensazione                                                                 |
| PRC 5086           | 1969    | Fausto Cigliano                              | Ave Maria di Gounod (italiano)/Ave Maria di Gounod (latino)                                         |

### 45 giri con numerazione speciale
| Numero di catalogo | Anno    | Interprete      | Titoli                                                                     |
| ------------------ | ------- | --------------- | -------------------------------------------------------------------------- |
| EPC 1800           | 1966    | Ennio Morricone | Il buono, il brutto, il cattivo / L'estasi dell'oro (canta Edda Dell'Orso) |
| EPC 1801           | 1967    | Ennio Morricone | Run Man Run (canta Christy) / La resa (strumentale)                        |
| EPC 1802           | 1967    | Ennio Morricone | Il buono, il brutto, il cattivo: Marcetta senza speranza / Un uomo cos'è?  |
| EPC 1803           | 11-1967 | Ennio Morricone | Faccia a faccia / Quelli del branco selvaggio (canta Edda Dell'Orso)       |